# Föritz
Föritz ist ein Ortsteil der Gemeinde Föritztal im Landkreis Sonneberg im fränkisch geprägten Süden des Freistaates Thüringen.

## Geografie

### Lage
Föritz liegt am südlichen Rand des Frankenwalds. Die Ortsteile der ehemaligen Gemeinde liegen in einer hügeligen Landschaft rund um die Föritz verstreut. An der Föritz liegen die Ortsteile Föritz, Rottmar und Gefell.

### Ehemalige Gemeindegliederung
In Klammer = Urkundliche Ersterwähnung.
Neben Föritz (1252) gehörten zuletzt noch weitere neun Orte zur Gemeinde:
- Eichitz (1323)
- Gefell (1162/1182)
- Heubisch (1162)
- Mogger (4. Juli 1225)
- Mupperg (17. September 1114)
- Oerlsdorf (um 1275)
- Rottmar (um 1275)
- Schwärzdorf (8. Juli 1151)
- Weidhausen (4. Oktober 1252)

## Geschichte
Am 1. Juli 1950 wurden die bis dahin eigenständigen Gemeinden Schwärzdorf und Weidhausen nach Föritz eingegliedert, Eichitz folgte 1957.
Weiterhin schlossen sich 1994 die Gemeinden Gefell (mit Rottmar), Mupperg (mit Mogger und Oerlsdorf) und Heubisch mit Föritz zur neuen Einheitsgemeinde Föritz zusammen.
Am 6. Juli 2018 wurde Föritz mit den Gemeinden Judenbach und Neuhaus-Schierschnitz in die neue Gemeinde Föritztal eingegliedert.

## Politik

### Ehemaliger Gemeinderat
Der Gemeinderat in Föritz bestand zuletzt aus 16 Ratsmitgliedern:
| Listenname   | Stimmenanteil | Sitze |
| ------------ | ------------- | ----- |
| CDU          | 37,2 %        | 6     |
| Die Linke-GS | 29,0 %        | 5     |
| SPD          | 19,5 %        | 3     |
| IFw          | 8,2 %         | 1     |
| FDP          | 6,2 %         | 1     |

(Stand: Kommunalwahl am 25. Mai 2014)

### Wappen
| Wappen der Gemeinde Föritz | Blasonierung: „In Grün, durch einen silbernen schrägrechten Wellenfaden geteilt, oben ein silberner Kiefernzapfen, unten ein silberner Flug; umgeben von einem neunfach von Schwarz und Gold gespaltenen Bord.“ |
| Wappen der Gemeinde Föritz | Wappenbegründung: Die neunfache Spaltung des Bords symbolisiert die neun Ortsteile neben Föritz, der Wellenfaden symbolisiert den Fluss Föritz oder den Lindenbach. Der Flügel wurde dem Wappen von Mupperg entnommen, der Zapfen symbolisiert eine Kiefer (auch Föhre). Das Wappen wurde am 27. Februar 1997 genehmigt. |

### Ehemalige Bürgermeister
Nach dem Zusammenschluss der Gemeinde Föritz mit den Gemeinden Gefell, Mupperg und Heubisch 1994 bis zur Gründung der Gemeinde Föritztal waren folgende Personen Bürgermeister von Föritz:
- 1994–2006: Bodo Groß (FDP), vorher Bürgermeister der Gemeinde Gefell[3]
- 2006–2018: Roland Rosenbauer (CDU)

## Wirtschaft und Infrastruktur
Westlich von Föritz befinden sich mehrere Gewerbegebiete, in denen sich zahlreiche mittelständische Unternehmen niedergelassen haben.

### Verkehr

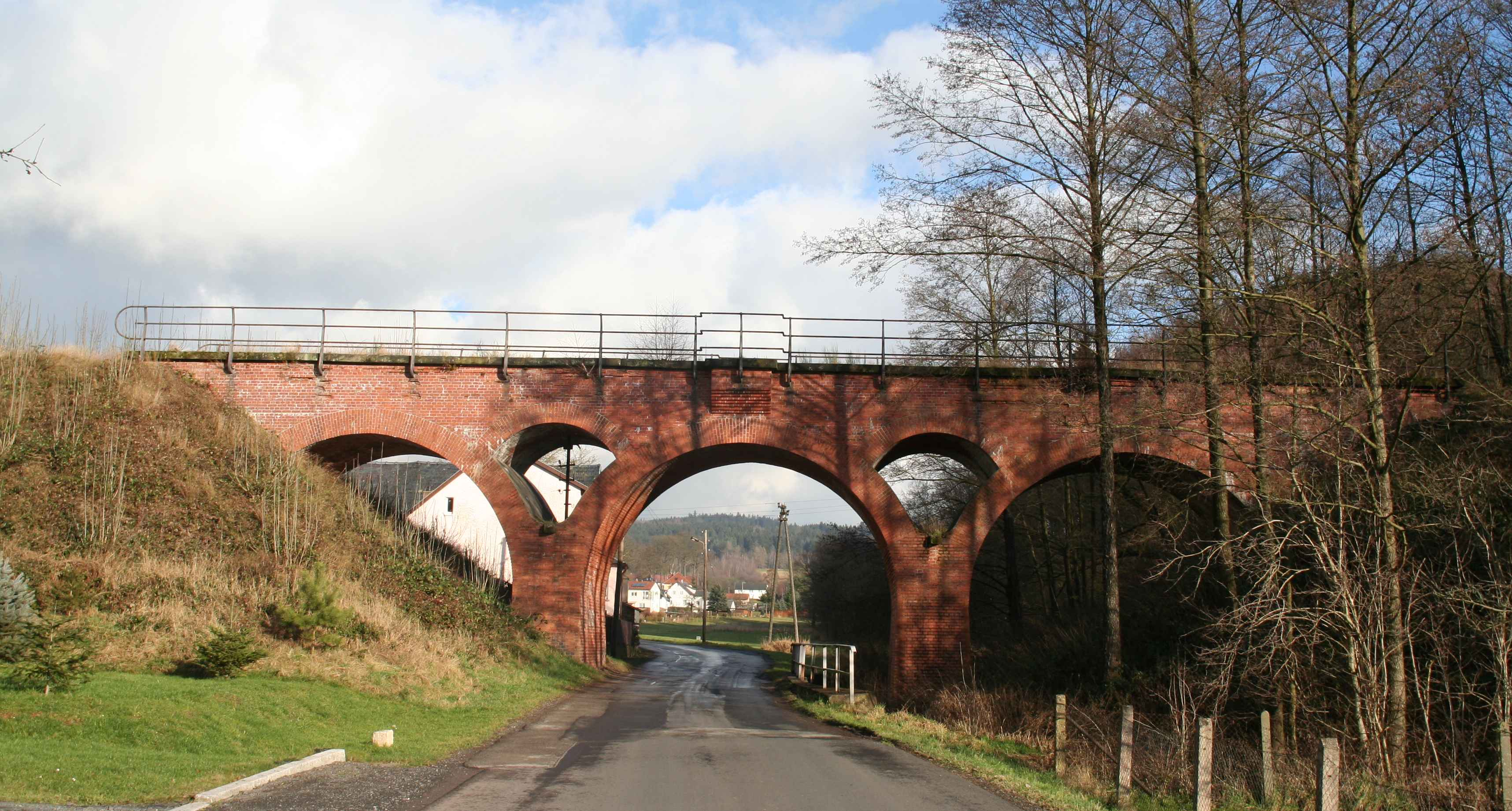
Eisenbahnviadukt bei Föritz/Schwärzdorf

Föritz hatte bis 1946 einen Bahnanschluss an der Bahnstrecke Sonneberg–Stockheim, außerdem liegt der Ort an der Bundesstraße 89, welche von Sonneberg nach Kronach führt.

## Sonstiges
In Föritz wird Itzgründisch gesprochen, ein mainfränkischer Dialekt.